# Ferdinand Roeder von Diersburg
Karl Ferdinand Philipp Felix Ludwig Freiherr Roeder von Diersburg (* 21. Juli 1848 in Karlsruhe; † 2. Februar 1926 ebenda) war ein preußischer Generalmajor.

## Leben

### Herkunft
Ferdinand war ein Sohn des badischen Generalleutnants Philipp Roeder von Diersburg (1801–1864) und dessen Ehefrau Adelheid Friederike, geborene Baur von Eysseneck (1806–1886). Sein Bruder Wilhelm (1832–1909) wurde preußischer General der Infanterie, sein Bruder Karl (1840–1916) preußischer Generalleutnant.

### Militärkarriere
Roeder studierte an der Universität Heidelberg und wurde 1867 Mitglied des Corps Suevia Heidelberg. Nach dem Studium trat er am 17. Juli 1870 in das Feldartillerie-Regiment der Badischen Armee ein. In diesem Verband nahm er 1870/71 am Krieg gegen Frankreich teil, wurde mit dem Eisernen Kreuz II. Klasse ausgezeichnet  und am 6. März 1871 zum Sekondeleutnant befördert. Als solcher wurde er am 15. Juli 1871 in den Verbund der Preußischen Armee übernommen. Roeder avancierte Mitte Oktober 1880 zum Premierleutnant und wurde am 22. März 1881 unter Stellung à la suite seines Regiments als Adjutant zur 10. Artillerie-Brigade nach Hannover kommandiert. Unter Belassung in diesem Kommando folgte am 11. Juni 1881 seine Versetzung in das 1. Garde-Feldartillerie-Regiment. Am 12. November 1885 von diesem Kommando entbunden, stieg er ein Jahr später zum Hauptmann und Batteriechef auf. Im weiteren Verlauf seiner Militärkarriere war Roeder vom 1. April 1899 bis zum 18. Oktober 1904 Kommandeur des neugebildeten 3. Badischen Feldartillerie-Regiments Nr. 50 in Karlsruhe. Anschließend wurde er zum Kommandeur der 7. Feldartillerie-Brigade ernannt und am 24. April 1906 in gleicher Eigenschaft zur 28. Feldartillerie-Brigade nach Karlsruhe versetzt. Dort folgte am 14. April 1907 seine Beförderung zum Generalmajor. In Genehmigung seines Abschiedsgesuches wurde Roeder am 1. Juli 1907 mit der gesetzlichen Pension zur Disposition gestellt.
Großherzog Friedrich I. würdigte seine langjährigen Verdienste mit der Verleihung des Sterns zum Kommandeurskreuz des Ordens vom Zähringer Löwen. Nach seiner Verabschiedung betätigte sich Roeder als Vorsitzender der Badischen Kriegervereine.